# Habroscelimorpha striga
Habroscelimorpha striga – gatunek chrząszcza z rodziny biegaczowatych i podrodziny trzyszczowatych.
Gatunek ten opisany został w 1875 roku przez Johna Lawrence'a LeConte jako Cicindela striga.
Chrząszcz długości powyżej 12 mm. Wierzch ciała błyszczący, ciemnozielony do czarnego. Nadustek bez gęstego oszczecenia. Na czole, poza szczecinkami nadocznymi, bark wzniesionych szczecin. Warga górna samców ciemnobrązowa, samic zaś czarna. Odnóża przedniej pary ze szczecinkami przedwierzchołkowymi na krętarzach. Szczecinki obecne na episternitach przedtułowia. U wierzchołków pokryw brak drobnego piłkowania. Wzdłuż wewnętrznych krawędzi pokryw biegną serie płytkich dołków.
Trzyszczowaty ten zasiedla słone bagniska, gdzie przylatuje do światła. Wykazany z trzech stanów USA: Georgii, Karoliny Południowej i Florydy. W tej ostatniej notowany z hrabstw Charlotte, Miami-Dade, Dixie, Lee, Monroe, Pinellas i Volusia.